# Stadion Pirota
Pirota je stadion u Travniku, u Bosni i Hercegovini. Najčešće se koristi za nogometne utakmice, pa na njemu svoje domaće utakmice igra NK Travnik. Kapaciteta je 3.076 gledatelja.